# Барратт, Томас
Томас Болл Барратт (норв. Thomas Ball Barratt; 22 июля 1862, Корнуолл, Англия — 29 января 1940, Осло, Норвегия) — норвежский пятидесятнический лидер английского происхождения; пастор, проповедник, писатель и музыкант. Для представителей классического пятидесятничества Барратт является основателем пятидесятнического движения на европейском континенте; за успешную проповедь в Норвегии и других странах его называют «апостолом Европы».
После личных встреч с Барраттом в 1907 году в пятидесятничество перешли Леви Петрус (будущий лидер пятидесятнического движения в Швеции), Александр Бодди (основатель пятидесятнического движения в Англии), Йонатан Пауль (руководитель пятидесятников Германии). Томас Баррат также организовал пятидесятнические церкви в Дании, Финляндии и Швейцарии. В 1911 году Барратт проповедовал в русскоязычной общине Гельсингфорса, в том же году посетил Петербург.
При нём, город Осло был некоторое время центром пятидесятнического движения в Европе.

## Биография

### Ранние годы

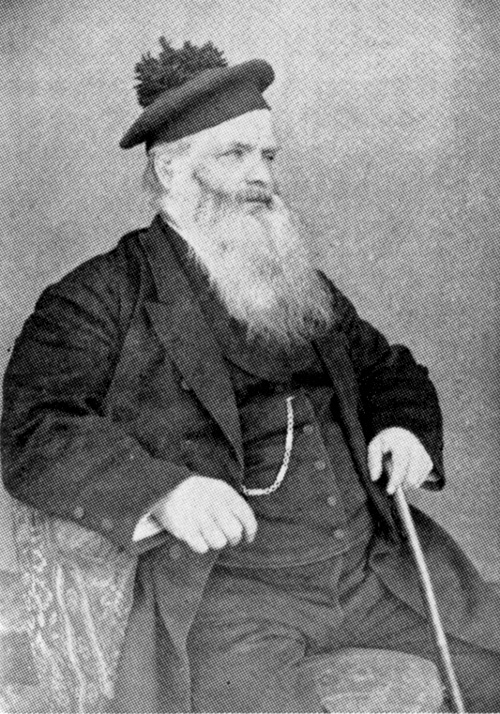
Александр Барратт, отец Томаса

Томас Болл Барратт родился 22 июля 1862 в английском городе Олбастон, графство Корнуолл. Его дед, капитан Джордж Болл, а также его родители — Александр Барратт и Мария Болл посещали методистскую церковь и были весьма набожны. Через пять лет после рождения Томаса, его отец Александр переехал в Норвегию, где стал управляющим на шахте по добыче серы и пирита коммуны Варалдсёй фьорда Хардангерфьорд. В следующем году в Норвегию перебралась вся семья Барраттов, включая шестилетнего Томаса. В доме Барраттов устраивались богослужения, его мать проводила религиозные собрания для женщин.
В одиннадцатилетнем возрасте Томаса отправили на учёбу в Англию. В Англии Барратт обучался в методистском колледже им. Уэсли в Тонтоне, графство Сомерсет. В возрасте 12 лет он пережил обращение. В колледже Томас увлёкся искусством и музыкой, намереваясь стать музыкантом или художником. Музыкальное образование Барратт продолжил и в Норвегии, куда вернулся в 1878 году; его учителем музыки был Эдвард Григ. В духовной жизни большое влияние на Томаса оказали проповеди Джона Уэсли и Дуайта Муди. В восемнадцатилетнем возрасте Барратт подготовил свою первую проповедь; в его дневнике есть запись о том, как впоследствии он поднялся на высокую гору и проповедовал эту проповедь ветру.

### Начало служения
В 1882 году Томас Барратт сдал экзамены в Методистскую епископальную семинарию в Бергене. По окончании этого заведения он должен был стать «поместным проповедником». Так называли мирян, проповедовавших в небольших общинах и способных замещать официально рукоположенных пасторов. С 1885 года Томас Барратт живёт в Христиании, где начинает служение в качестве проповедника поместной методистской церкви. Через год, в 1886 году он перебирается в коммуну Восс (Западная Норвегия). В одной из евангельских церквей соседнего города Берген он встретил свою будущую жену — Лауру Якобсен. В свободное время Барратт переводит духовную литературу с английского на норвежский (он в совершенстве владел обоими языками), пишет апологетические статьи о методистской церкви.
В 1889 году, в возрасте 27 лет, он возвращается в столицу и начинает служение диакона в Центральной методистской церкви; с 1891 года он является старейшиной общины. Его активная деятельность быстро приковывает к нему внимание. В 1902 году Барратт основал Христианскую городскую миссию, которая занималась социальной и благотворительной работой среди малоимущих и служила алкоголикам. Миссия использовала драматические и музыкальные произведения, чтобы проповедовать невоцерковленным. В 1904 году Барратт начинает выпускать христианский журнал Byposten. Число прихожан его церкви постепенно росло, и к 1905 году возникла нужда в новом, более просторном здании миссии. С целью сбора средств на строительство нового здания Томас Барратт в 1906 году отправляется в Нью-Йорк. На Манхэттене он снимает комнату в пансионате Христианского и миссионерского альянса.
В финансовом отношении поездка в Америку не имела успеха. В сентябре 1906 года Барратт узнаёт о пятидесятническом пробуждении на Азуза-стрит. Он не может посетить Лос-Анджелес (из-за отсутствия средств) и поэтому вступает в переписку с пятидесятнической общиной в Лос-Анджелесе, задаёт интересующие его вопросы, много времени проводит за чтением Библии и в молитвах. 15 ноября 1906 года, на богослужении в Нью-Йорке Барратт пережил крещение Духом Святым и заговорил на иных языках. По его собственному утверждению, он был первым жителем Нью-Йорка, пережившим подобный духовный опыт.

### Переход в пятидесятничество
По возвращении в Норвегию, Томас Барратт начинает активно проповедовать пятидесятничество. В канун Рождества (23 декабря 1906 года) он провёл первое богослужение в здании гимназии; 29 декабря 1906 года десять членов его методистской общины переживают крещение Святым Духом. Позже, Барратт отказывается от должности директора Христианской городской миссии и выходит из методистской церкви (в 1909 году).

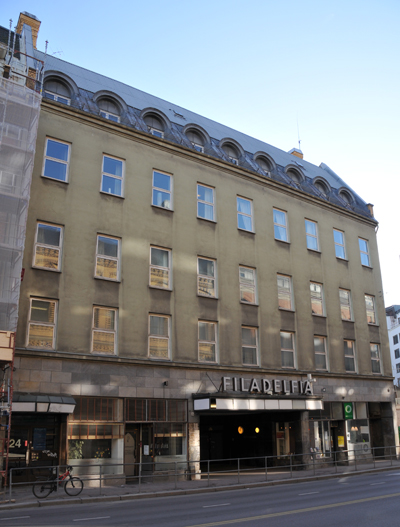
Церковь «Филадельфия», Осло

Новая община начинает проводить богослужение в различных арендованных залах Осло. Первое время свои церковные здания Барратту предоставляли баптисты и некоторые другие т. н. «свободные» церкви. Тем не менее, возрождение столкнулось с сильной оппозицией, многие христиане весьма скептически высказывались о пятидесятнических проявлениях на собраниях Барратта. Некоторые норвежские газеты поместили в своих изданиях карикатуры на Барратта, что, однако, послужило лишь рекламой начинающегося пятидесятнического движения. Посещаемость встреч, на которых проповедовал Барратт была столь высокой, что полиции приходилось вмешиваться и регулировать потоки людей. Вскоре первые пятидесятнические общины возникают и в других норвежских городах; иногда в пятидесятничество переходят целые церковные общины. В 1916 году Барратт регистрирует в Осло первую пятидесятническую церковь — церковь «Филадельфия», ставшую центром норвежского пятидесятничества. О тогдашних богослужениях Барратт писал: 

Люди из всех деноминаций спешат на собрания. Некоторые уже пережили свою Пятидесятницу и говорят на иных языках … Многие ищут спасения и получают чудное избавление. Те, которые посетили первые собрания, несут огонь в окружающие города. — Яков Цопфи «... на всякую плоть!»
Являясь выходцем из методистской церкви, Барратт никогда не был крещён. Под влиянием своего друга Леви Петруса (в прошлом — пастора баптистской церкви в Швеции) Барратт приходит к осознанию в необходимости водного крещения. 15 сентября 1913 года он и его жена Лаура прошли через таинство водного крещения; обряд провёл Леви Петрус в пятидесятнической церкви Стокгольма.
В Осло Томас Барратт продолжает публиковать журнал Byposten; в 1910 году издание сменило название на Korsets Seier («Крест победы»). «Крест победы» выходит в Норвегии до сих пор и является основным печатным изданием норвежских пятидесятников.

### Апостол Европы
В начале 1907 года Барратт посещает Швецию, где начинается широкое пятидесятническое пробуждение. После встречи с Барраттом в пятидесятничество переходит баптистский пастор Леви Петрус, ставший впоследствии лидером шведских пятидесятников. В июне Барратт навещает Данию; после его визита в этой стране возникают пятидесятнические церкви. Викарий англиканской церкви Александр Бодди, посетивший Барратта весной 1907 года, убедил его приехать в Англию. В сентябре 1907 года Барратт проповедует в Сандерленде. В том же 1907 году, после встречи с Барраттом в пятидесятничество переходит будущий руководитель немецких пятидесятников Йонатан Пауль. В конце 1908 года Барратт снова проповедует в Дании; благодаря его проповеди в пятидесятничество перешла известная датская актриса Анна Ларссен (1875—1955).
В 1908 году Барратт навещает Швейцарию; к тому времени в стране уже трудились норвежские пятидесятнические миссионеры. Осенью 1911 года Томас Барратт и Леви Петрус, по приглашению лестадианской общины, проповедуют в различных городах Финляндии (бывшей в то время частью Российской империи). В Гельсингфорсе их приглашают посетить русскоязычную евангельскую общину, которой руководил А. И. Иванов. После Финляндии, Барратт навещает Санкт-Петербург. Александр Иванов, принявший пятидесятничество, впоследствии попадёт под влияние американского миссионера Андрея Уршана и создаст в Петербурге первую в России общину пятидесятников-единственников.
Т.о. Барратт принял личное участие в установлении пятидесятнических церквей во всех западноевропейских странах (за исключением Италии и Голландии), в которых пятидесятники появились до первой мировой войны. С миссионерскими целями он также посещал Сирию, Палестину, Индию, побывал в США и во многих европейских странах (Польша, Эстония, Исландия, Голландия).
Барратт также создал межденоминационную Норвежскую свободную миссию, просуществовавшую с 1914 по 1929 года. После её развала, Барратт активно участвовал в создании Пятидесятнической зарубежной миссии, миссионеры которой служили в Европе, Азии, Африке и Латинской Америке, сформировав ряд национальных пятидесятнических движений. В 1939 году в Стокгольме Томас Барратт был выбран в качестве президента первой европейской пятидесятнической конференции.
В служении Барратта описывают как весьма демократического лидера; его помощники обязательно высказывали своё мнение по тому или иному вопросу. Критика и насмешки в первые годы его служения научили его не быть высокомерным. Барратт не любил формальных ритуалов и часто давал «свободу Духу». Он основательно готовился к проповедям, однако за кафедрой часто отходил от запланированного конспекта. Голос Барратта был звонким и мелодичным.

### Семья

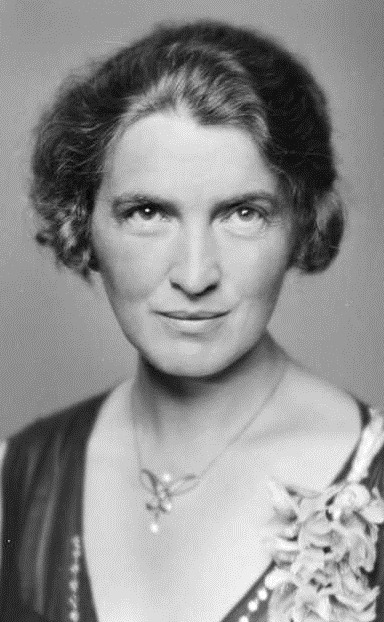
Дочь Мэри Барратт Дюе (фото 1930 года)

Томас Барратт женился 10 мая 1887 года на Лауре Якобсен (1866—1951). Лаура с детства посещала методистскую церковь, после обращения в пятидесятничество служила спикером (проповедником) на многочисленных христианских встречах. За всю жизнь у Томаса и Лауры родилось восемь детей, но четверо из них умерли в младенчестве. И Томас Барратт и его жена играли на музыкальных инструментах, поэтому их дети росли в атмосфере классической музыки. Старшая дочь Барратта, Мария Луиза Барратт Дюе (1888—1969) стала известной норвежской пианисткой. Известными музыкантами стали внуки Барратта — Стефан Генрих Баррат Дюэ и Эстер Барратт Дюэ, а также правнуки — Сесилия Барратт Дюэ и Стефан Барратт Дюэ.

### Смерть
Томас Барратт умер 29 января 1940 года. До конца своих дней он оставался пастором церкви «Филадельфия». На его похоронах присутствовало 20 тыс. человек; прощальную проповедь произнёс Леви Петрус. Захоронен в восточном секторе Спасского кладбища Осло. На могильной плите Барратт изображён обнимающим Библию.

## Творчество
Томас Барратт написал тексты более ста евангельских песен. Для некоторых своих песен он сочинил мелодию. Также, Барратт перевёл немало стихотворений на норвежский язык. В 1911 году Барратт издал песенный сборник «Маранафа»; это был первый сборник церковных гимнов норвежских пятидесятников. В сборник вошли 110 песен написанных Барратом и 130 песен, переведённых им. Песни этого сборника до сих пор популярны у норвежских христиан. Заслугой Барратта также является организация церковного хора в приходе «Филадельфия».